# هیثم طمبل
هیثم طمبل (انگلیسی: Haytham Tambal؛ زادهٔ ۲۸ نوامبر ۱۹۷۸) بازیکن فوتبال اهل سودان بود.
از باشگاه‌هایی که در آن بازی کرده‌است می‌توان به باشگاه فوتبال المریخ، باشگاه فوتبال الهلال ام درمان، و باشگاه فوتبال الاهلی ود مدنی اشاره کرد.
وی همچنین در تیم ملی فوتبال سودان بازی کرده‌است.